# Edifício da Alfândega
A Alfândega de Florianópolis ou Edifício da Alfândega é um conjunto arquitetônico localizado no Centro de Florianópolis, no Brasil.

## História
A autorização para construção do novo edifício para Alfândega aconteceu em 1874, durante o governo de João Tomé da Silva como presidente da Província de Santa Catarina, todavia, a inauguração foi feita pelo então presidente da Província, Alfredo d'Escragnolle Taunay, e aconteceu no dia de aniversário da Princesa Isabel. O antigo edifício tinha sido destruído pelo fogo em 24 de abril de 1866, tragédia que deixou dez vitimas fatais e três gravemente feridas.
As atividades oficiais no prédio só começaram a partir de fevereiro de 1877. Em 1964, a alfândega encerrou as atividades juntamente com o fechamento do porto na capital.  Todavia, somente após o aterramento a partir de 1972 (para o Parque Metropolitano Dias Velho ou Aterro da Baía Sul no governo de Colombo Salles) que o mar foi afastado da Alfândega e do Mercado Público, e o Largo da Alfândega foi criado.
O conjunto arquitetônico da Casa da Alfândega foi tombado em março de 1974 patrimônio histórico e artístico de Santa Catarina sob o processo nº914.

## Arquitetura
Para a construção, foi utilizado material de primeira qualidade. O estilo adotado foi o neoclássico. O edifício retangular é composto por três seções (dois armazéns flanqueiam o segmento central). No centro, um sobrado e remate de frontão. Os telhados dos armazéns são independentemente rematados por platibanda, e a característica de ser o madeiramento suportado por uma monumental coluna dórica. No térreo, há repetição do motivo óculo-porta em arco-óculo, cinco vezes nas fachadas principais e também nas laterais, em cadência só distendida na parte mediana, equilibrando com a arcaria de sete portas do andar superior, fechada por varandim corrido.

## IPHAN/SC
No andar superior, funciona o escritório técnico do Instituto do Patrimônio Histórico e Artístico Nacional (IPHAN). Porém, a direção regional fica na Praça Getúlio Vargas, também no Centro de Florianópolis.
O IPHAN em Santa Catarina iniciou atividades em 1938. Além da Superintendência na Ilha de Santa Catarina, o IPHAN/SC conta com dois escritórios técnicos em Laguna e São Francisco do Sul, e uma representação no Vale do Itajaí.
Compete ao Iphan, segundo o Decreto nº 6.844, de 7/05/2009, "a instrução das propostas de tombamento de bens culturais de natureza material e as de registro de bens culturais de natureza imaterial."

## Espaço cultural
A galeria da Associação de Artistas Plásticos de Santa Catarina funciona no piso térreo. Um espaço para exposições de artistas regionais. Lá, se encontra também a Loja de Artesanato Catarinense, local repleto de belas lembrancinhas típicas do artesanato local como renda de bilros, cachaças artesanais e panelas de barro, além do Bar da Alfândega. Este é um dos principais pontos turísticos do centro de Florianópolis.
Neste edifício, estão reunidos diversos tipos de saber fazer, do artesanato às expressões populares, sendo um verdadeiro baluarte do folclore e da sabedoria popular catarinense.